# Osečnice
Osečnice (en allemand : Woschenitz) est une commune du district de Rychnov nad Kněžnou, dans la région de Hradec Králové, en République tchèque. Sa population s'élevait à 293 habitants en 2022.

## Géographie
Osečnice se trouve à 11 km au nord de Rychnov nad Kněžnou, à 35 km à l'est-nord-est de Hradec Králové et à 135 km à l'est-nord-est de Prague.
La commune est limitée par Dobré à l'ouest et au nord-ouest, par Deštné v Orlických horách au nord-est, par Liberk à l'est, et par Skuhrov nad Bělou au sud.

## Histoire
La première mention écrite de la localité date de 1598.

## Administration
La commune se compose de quatre sections :
- Osečnice
- Lomy
- Proloh
- Sekyrka

## Galerie

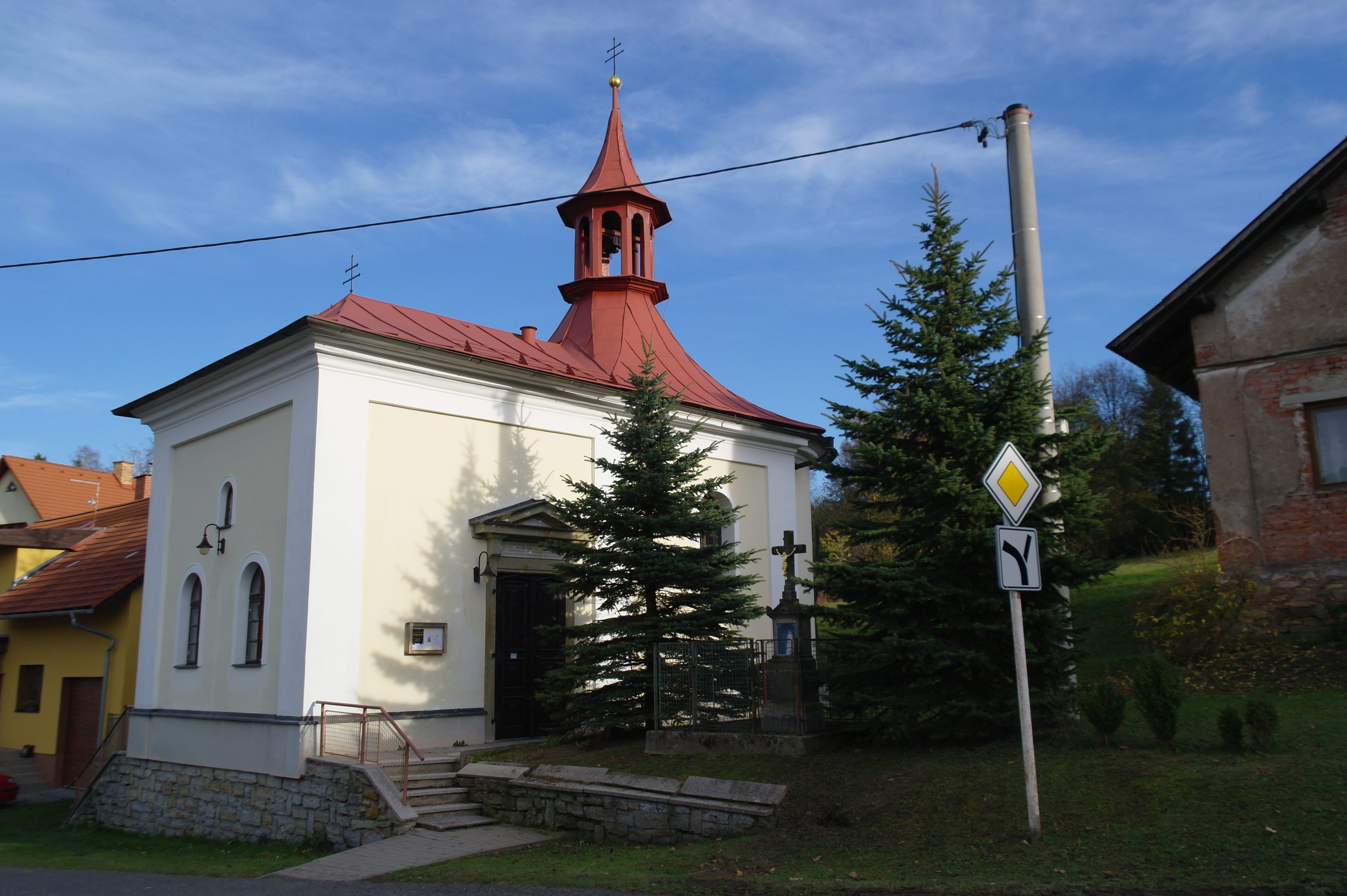
Chapelle à Osečnice.
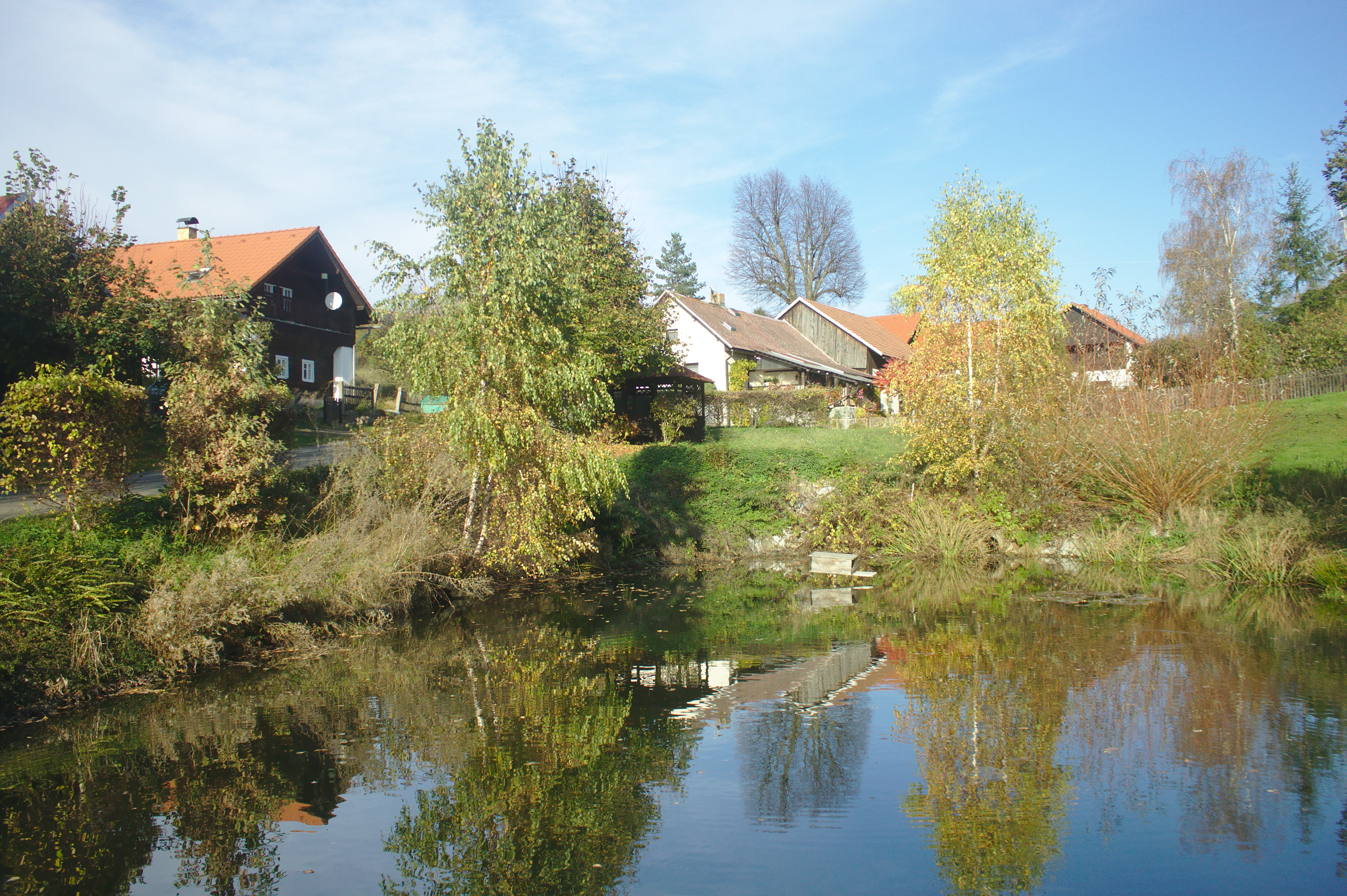
Étang à Proloh.

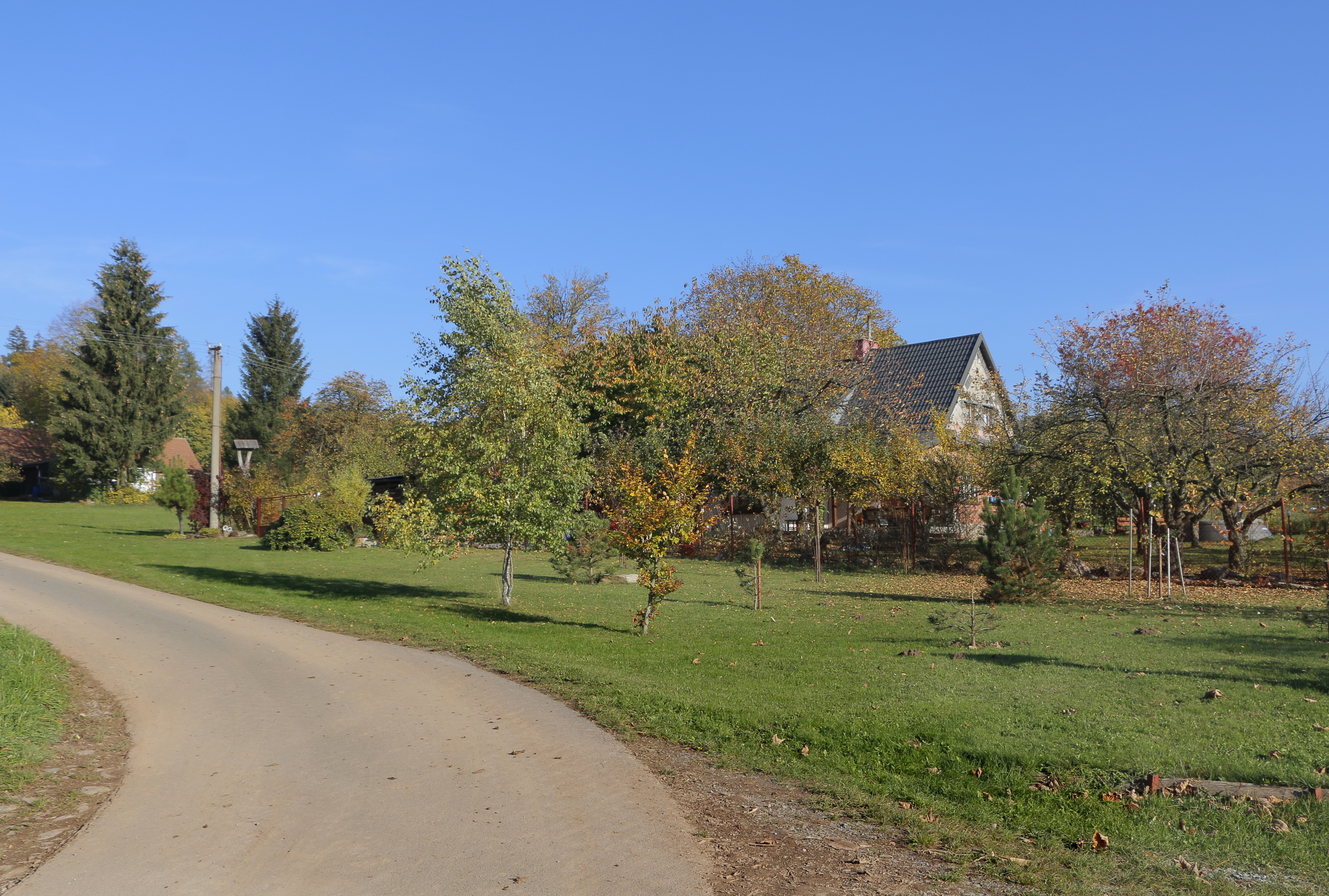
Sekyrka.
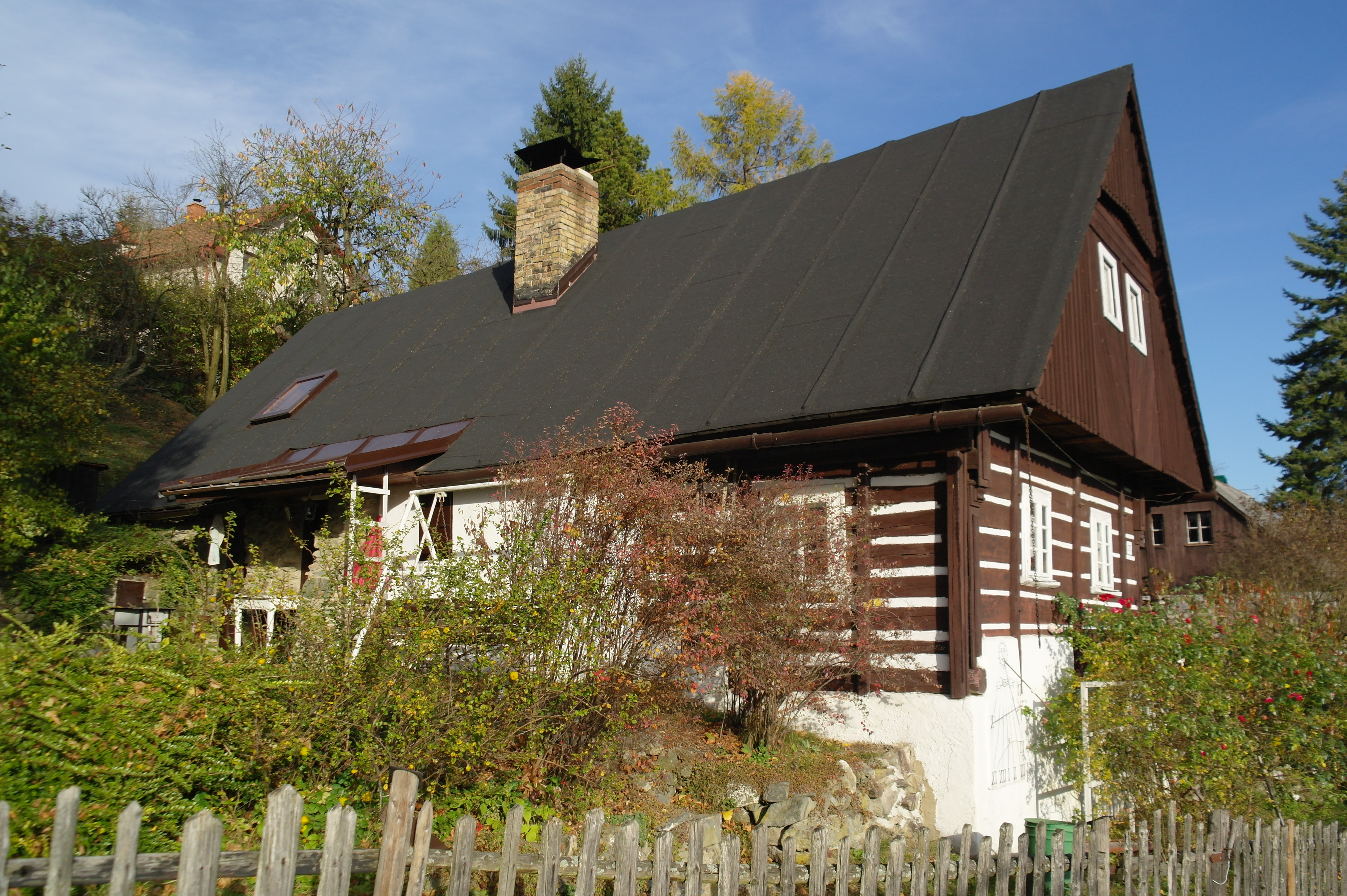
Maison à Osečnice.

## Transports
Par la route, Osečnice se trouve à 14 km de Rychnov nad Kněžnou, à 47 km de Hradec Králové et à 166 km de Prague.